# Список умерших в 1082 году

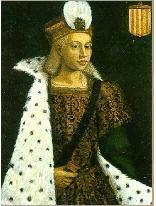
Рамон Беренгер II

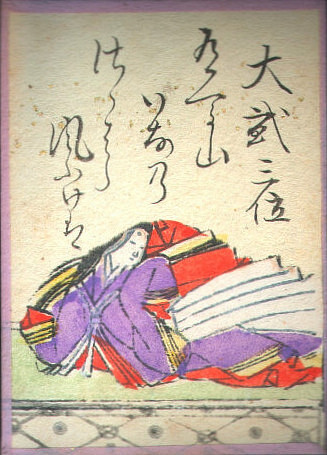
Дайни но Санми

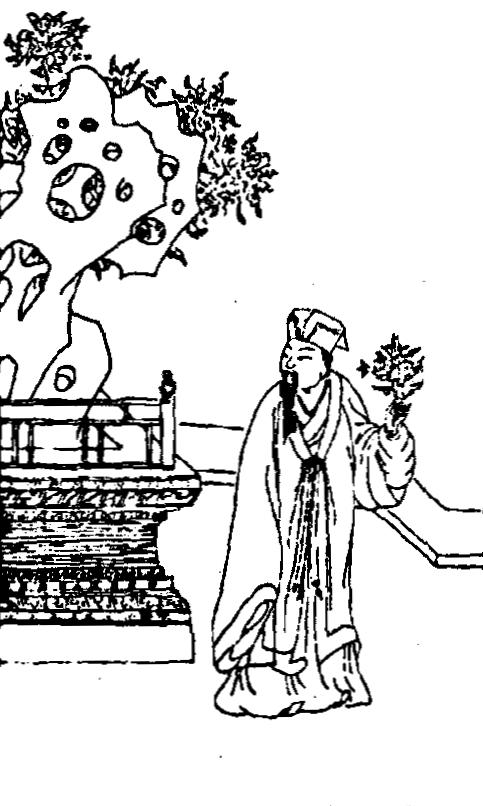
Чжан Бодуань

В этой статье представлен список известных людей, умерших в 1082 году.
См. также: Категория:Умершие в 1082 году

## Март
- Дубайс ибн Али — второй правитель эмирата Мазъядидов.

## Май
- 4 мая — Лотарь Удо II фон Штаде — маркграф Северной марки (1020/1030—1082)

## Август
- 15 августа — Арнольд Суассонский — святой католической церкви, покровитель сборщиков хмеля и бельгийских пивоваров.

## Октябрь
- 19 октября — Дитрих I Фламенс — граф Вассерберга.

## Декабрь
- 5 декабря — Рамон Беренгер II Голова-из-Пакли — граф Барселоны, граф Жироны, граф Осоны, граф Каркассона и Разе с 1076 года. Убит
- 22 декабря — Мариан Скот — германский хронист, монах-бенедиктинец, автор всемирной «Блистающей хроники».

## Дата неизвестна или требует уточнения
- Абелгариб Арцруни — армянский князь, правитель равнинной Киликии.
- Адальберо II — маркграф Штирии (1074—1088) (по другим источникам — 1064—1082).
- Валеран I — граф Арлона с 1052 года, граф Лимбурга (1065—1082), родоначальник Лимбургского дома
- Дайни но Санми[фр.] — японский поэт
- Минамото но Йоримоши — лидер клана Минамото
- Роберт Грандмеснил[англ.] — епископ Тройи
- Сергий V — герцог Неаполя (1042—1082)
- Синадена — королева-консорт Венгрии (1074—1077), жена Гезы I
- Симон Крепийский — монах, святой Римско-католической церкви[1].
- Чжан Бодуань — китайский учёный-даос, медик, правовед, знаток стратегии, астрономии и географии эпохи Северная Сун.
- Ясинь — половецкий хан.